# Doctor Atomic Symphony
Doctor Atomic Symphony is een compositie van John Adams. Het is een instrumentaal werk dat haar basis vindt in de opera Doctor Atomic. De opera trok de gehele wereld over. Adams zag gelegenheid uit de opera een aantal instrumentale delen te lichten en deze samen te smeden tot een driedelige symfonie. De stijl is een mengeling van klassieke muziek uit de 20e eeuw en minimal music. De minimal music is daarbij lang niet zo duidelijk aanwezig als bij de muziek van Philip Glass. Adams combineerde al eerder stijlen uit de klassieke muziek met zijn “eigen” minimal music, zoals in Harmonielehre. De opera kreeg haar première in New York, de symfonie op 21 augustus 2007 in Londen, alwaar het London Symphony Orchestra onder leiding stond van de componist tijdens een Promsconcert. Adams stond op 23 augustus 2008 bij de Nederlandse première in De Vereeniging in Nijmegen zelf op de bok voor het Nationaal Jeugd Orkest (NJO). Tot 2025 is het werk 190 keer uitgevoerd, aldus muziekuitgeverij Boosey. 

## Muziek

### Delen
- The laboratory
- Panic
- Trinity

Deel 1 is de prelude tot het eigenlijke werk. Hevig koperwerk tegenover roffelende pauken. De pauken zakken daarbij steeds verder weg, komen weer op en verdwijnen ten slotte geheel. Het blaaswerk wordt daarbij steeds lyrischer en kalmer. Tegenover het rustige eind van deel 1, staat het obsessieve begin van deel 2. De strijkinstrument hebben een hele reeks snelle noten (zestienden). Ze worden onderbroken door vlagen koperspel, die onverwachts (maar toch op het juiste moment) opkomen. Deel 3 bevat glissandi en arpeggios in het strijkwerk. Het deel sluit af met de melodie van de aria Batter my heart uit de opera.

### Orkestratie
- 1 piccolo, 2 dwarsfluiten waarvan een ook piccolo, 3 hobo’s waarvan een ook althobo, 3 klarinetten waarvan een ook basklarinet, 3 fagotten waarvan een ook contrafagot
- 4 hoorns, 3 trompetten, 3 trombones, 1 tuba
- pauken, 4 man/vrouw percussie, harp, celesta
- violen, altviolen, celli, contrabassen

## Discografie
- Uitgave Nonesuch Records (468220): Saint Louis Orchestra o.l.v. David Robertson, die samen de Amerikaanse première verzorgden op 7 februari 2008.